# Szénkörforgás

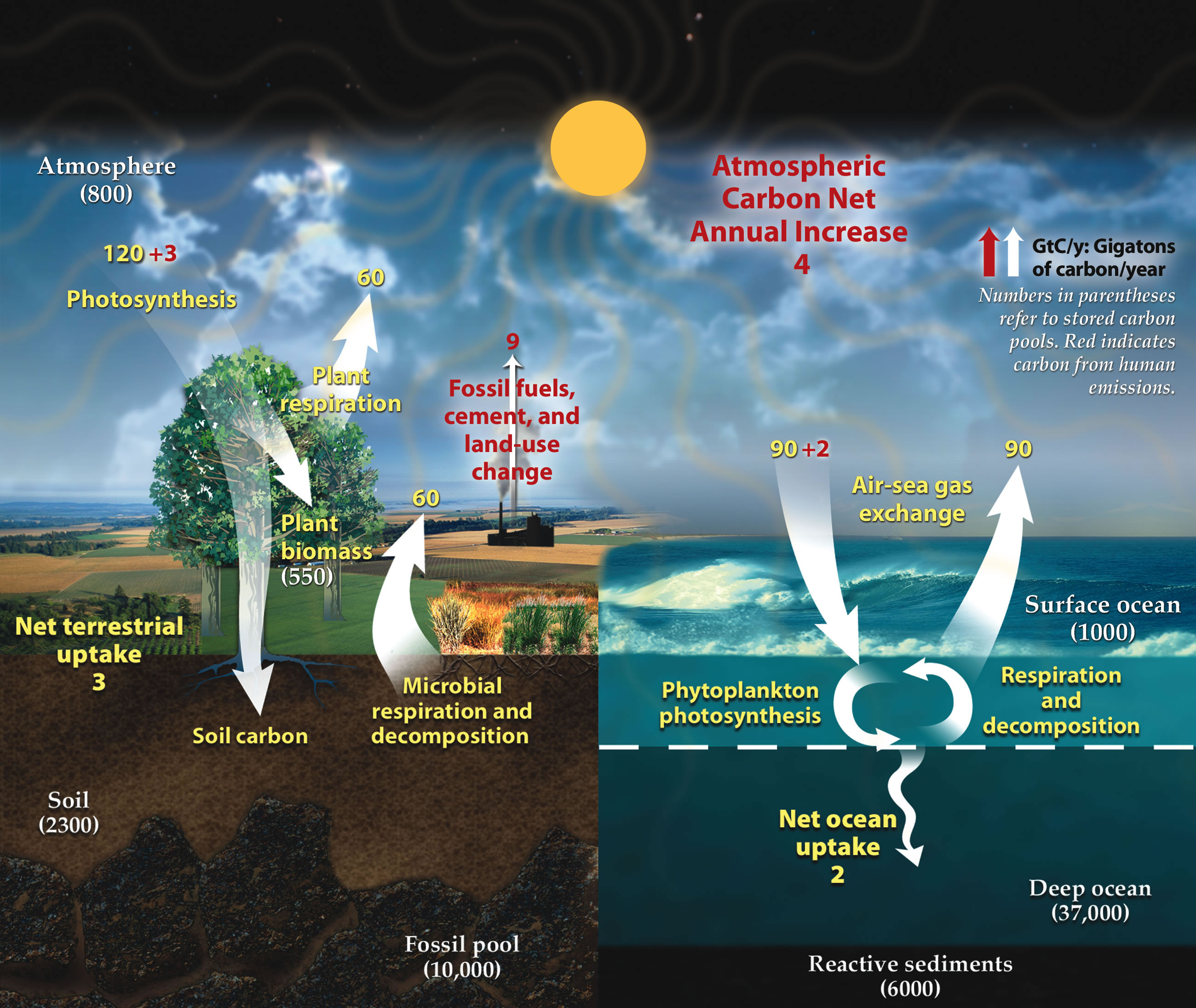
A gyors szénkörforgás a szárazföld, az óceán és a légkör közötti széntranszfert mutatja (évente, gigatonnában). Sárga számmal jelölve a természetes mozgás, pirossal az ember hozzájárulása, fehérrel a raktározott szén. A lassú szénkörforgás (vulkanikus, tektonikus aktivitás) folyamatai nincsenek az ábrán.

A szénkörforgás vagy szénciklus az a biogeokémiai ciklus, amely által a szén, mint kémiai elem kicserélődik a bioszféra, az atmoszféra, a tengerek, a talaj és a litoszféra között. A szén a biológiai eredetű anyagok legfontosabb összetevője, de nagy mennyiségben jelen van egyes kőzetekben (mint a mészkő) is. Működése – a nitrogénkörforgással és a vízkörforgással együtt – kulcsfontosságú a földi élet fennmaradása szempontjából. A körforgásba egyaránt beletartozik a bioszférában gyors tempóban újrahasznosított szén, de annak hosszú távú raktározása a talajban, a kőzetekben vagy az óceánban is. Az ember éves szénkibocsátásának mintegy negyede kerül a hasonló szénraktárakba.
Az emberek a mezőgazdaság terjedésével évezredek óta beleavatkoznak a szénkörforgásba, és az ipari forradalmat követően a fosszilis tüzelőanyagok (kőszén, kőolaj, földgáz) égetésével és a cementgyártással jelentős szénáramlást indítottak el a geoszférából az atmoszférába. A szén-dioxid koncentrációja azóta 52%-kal növekedett a légkörben, az üvegházhatás által egyre inkább felmelegítve a Föld felszínét. A magas CO2-koncentráció elsavasítja az óceánokat, károsítva a tengeri élővilágot és annak szénmegkötő képességét.

## Főbb összetevői

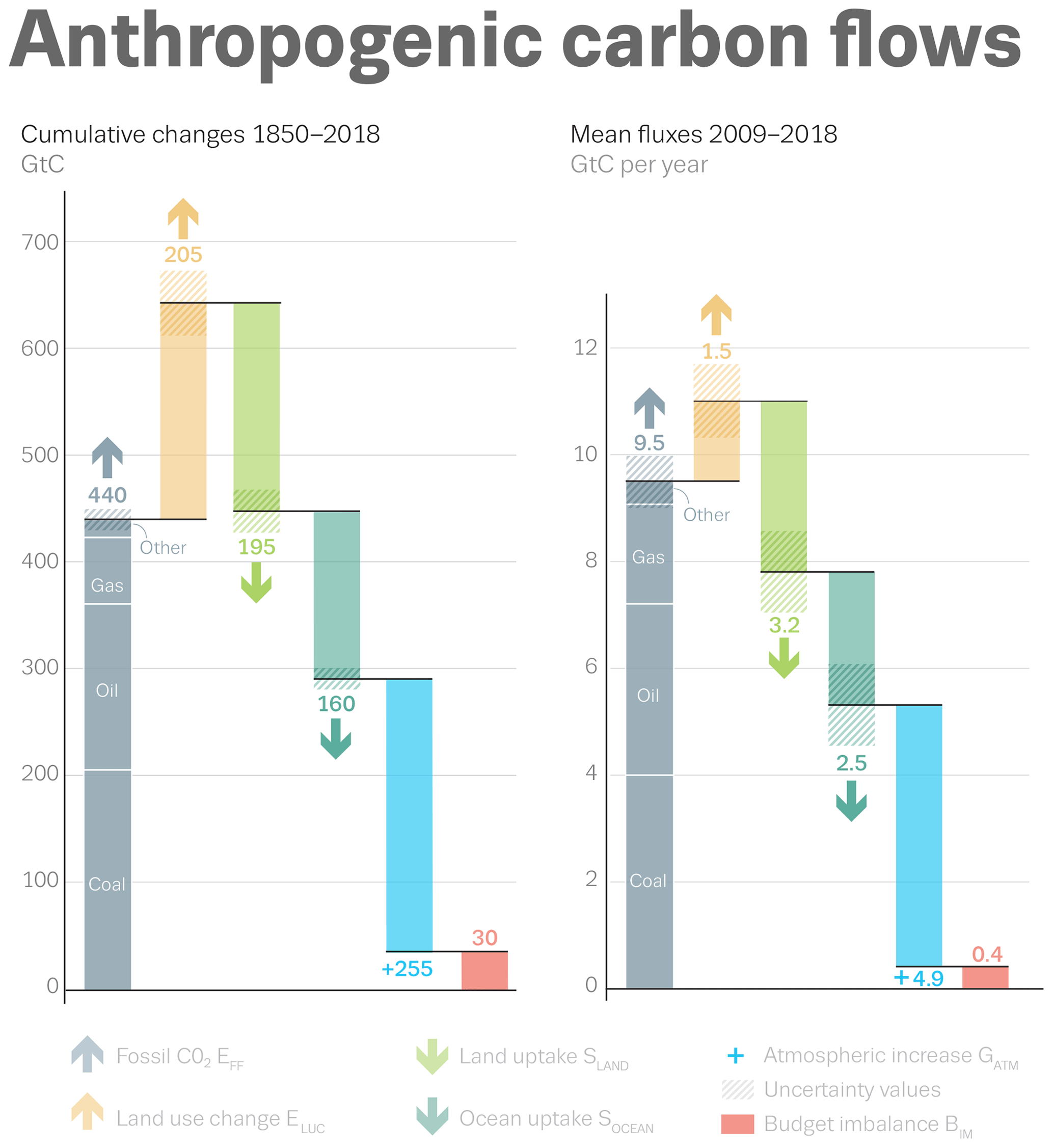
Az emberi tevékenység okozta szénmozgás. Balra az összesített mennyiség 1850-2018 között (gigatonnában); jobbra a 2009-2018 közötti éves átlag.

A szénkörforgást először Antoine Lavoisier és Joseph Priestley írta le, de Humphry Davy is sokat tett a fogalom megismertetéséért. A globális szénciklus alapvető részei a gyűjtőhelyek (rezervoárok) amelyek között a szén kicserélődhet. A jelentősebb rezervoárok a következők::5–6
- Az atmoszféra
- A szárazföldi bioszféra
- A világóceán (benne az oldott állapotú szervetlen szénvegyületek és a tengeri élőlények)
- Az üledékek (beleértve a fosszilis tüzelőanyagokat, az édesvízi rendszereket és az élettelen szerves anyagokat)
- A Föld belseje (a földköpeny és a földkéreg)

A rezervoárok között a szén különféle kémiai, fizikai, geológiai és biológiai folyamatok által közlekedik. A legnagyobb aktív szénmennyiség a Föld felszínén az óceánokban található. Az atmoszféra, az óceán, a szárazföldi ökoszisztémák és az üledék közötti szénmozgás nagyjából kiegyensúlyozott és az ember beavatkozása nélkül stabil marad.

### Az atmoszféra
A szén a Föld atmoszférájában elsősorban szén-dioxid és metán formájában van jelen. Mindkettő elnyeli az infravörös sugárzást és visszatartja a hőt, így részben ők felelősek a légkör üvegházhatásáért. A metán hatékonyabb, de jóval kevesebb van belőle, mint a szén-dioxidból és élettartama is rövidebb; így ebből a szempontból a kettő közül a szén-dioxid a jelentősebb.
A szén-dioxidot leginkább a fotoszintetizáló növények vonják ki a levegőből, így kerül a szárazföldi vagy óceáni bioszférába. Ezenkívül közvetlenül is oldódik a vizekben (óceán, tavak stb.), de az esőcseppekben is. Oldott állapotban a vízzel reagálva szénsavat képez, amely csökkenti a víz pH-ját, savasabb lesz tőle. A savas eső a kőzetekbe (pl. mészkő) szivárogva elősegíti azok mállását. Általánosságban savasítja a felszíneket vagy onnan bemosódik az óceánba.

A CO_{2} koncentrációja a légkörben az utóbbi 800 ezer évben (kék/zölddel jelölve a sarkvidéki jégből származó adatok, feketével a közvetlen mérések)

Az utóbbi két évszázadban az emberi tevékenység közel 50%-kal növelte a légkör széntartalmát (2020-as állapot szerint), elsősorban a szén-dioxid koncentrációjának növelése által, amit főleg a fosszilis tüzelőanyagok égetésével, cementgyártással, illetve az ökoszisztémák pusztításával (erdőirtás) ért el.
A felszíni kőzetek szilikátos ásványai természetes úton fokozatosan karbonátos kőzetekké alakulnak át, ez az ún. karbonát-szilikát ciklus. Nagyon hosszú távon (több milliárd év múlva) a naptevékenység erősödésével ez az átalakulás, a szilikátok mállása várhatóan fokozódni fog és kivonja az atmoszférából a szén-dioxid többségét. Amikor majd a CO2 koncentrációja 50 ppm alá esik, a fotoszintézis lehetetlenné válik majd. Ennek időpontja egyes modellek szerint 600 millió év múlva következik be. Mintegy 1,1 milliárd év múlva az óceánok elpárolognak és a víz súrlódáscsökkentő hatásának hiányában leáll a lemeztektonika. A vulkanikus aktivitás megszűnik és nem kerül több szén-dioxid a légkörbe, amitől a szénciklus teljesen leáll; mindez 1-2 milliárd év múlva várható.

### A szárazföldi bioszféra

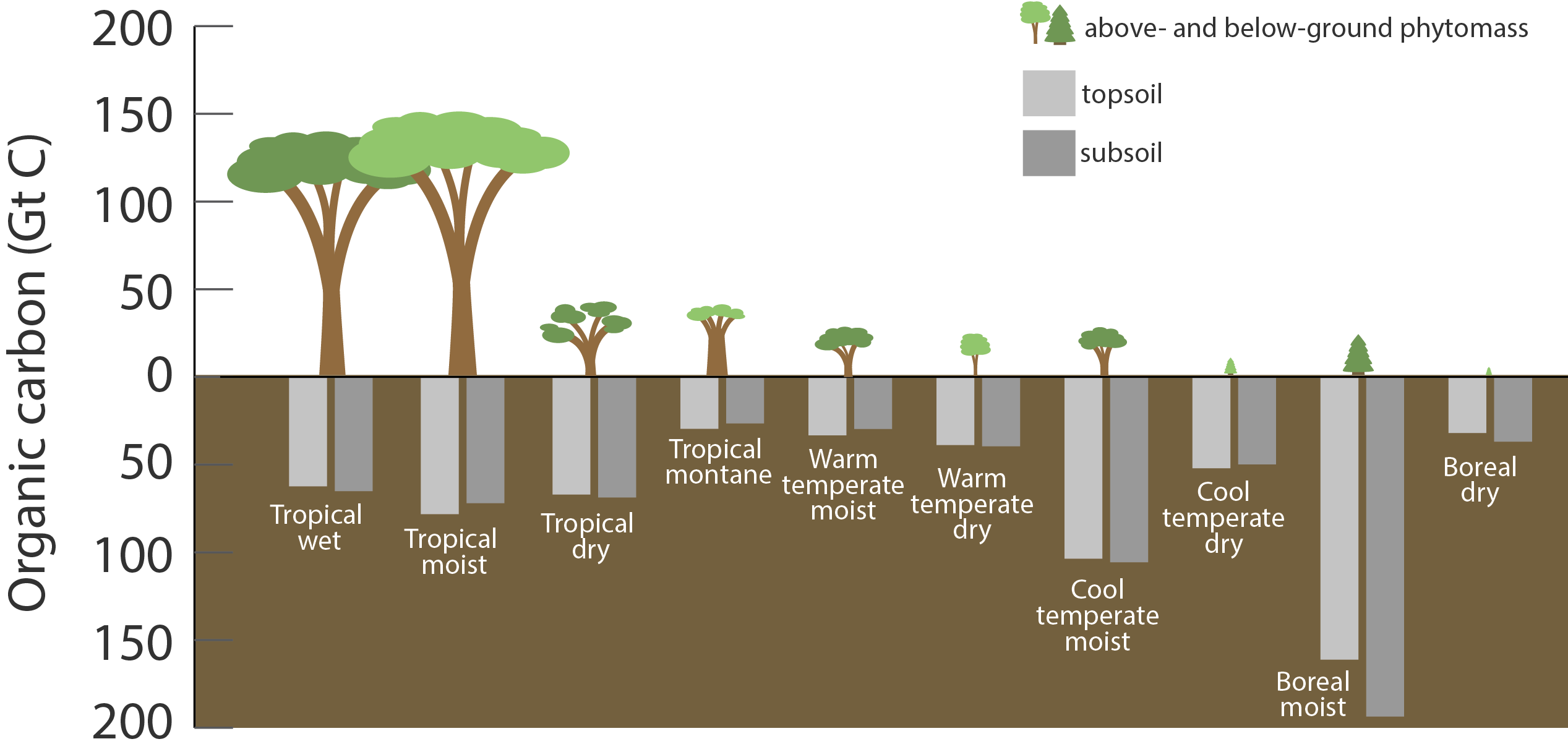
A különböző ökológiai rendszerekben tárolt szén mennyisége (gigatonna).

A szárazföldi bioszféra valamennyi itteni élőlény (legyen az élő vagy holt) testében, illetve a talajban lekötött szerves szenet foglalja magába. A növényekben és állatokban összesen kb. 500 gigatonna szén, míg a talajban 1500 gigatonna található. Ez a szén főleg szerves vegyületek formájában van jelen, de nagyjából a harmada szervetlen formában van lekötve, pl. kalcium-karbonátban. A szén az élőlények testének egyik alapvető összetevője. A növények és egyes baktériumok (autotróf szervezetek) kivonják a légkörből a szén-dioxidot és szerves vegyületekké alakítják át, míg az állatok és gombák (heterotrófok) más élőlények lebontása révén jutnak az életfenntartáshoz szükséges szénhez.
Mivel a szén felvétele a növények életműködésétől függ, ezért mértéke napi és éves ciklus szerint változik. Ez a hatás jól megfigyelhető a légkör CO2-tartalmát mutató Keeling-görbén. Mértéke az északi féltekén jóval erősebb, mert a nagyobb szárazföldterület miatt ebben a régióban erősebbek az évszakváltozások hatásai a növények életfunkcióira (télen a mérsékelt övben és északabbra a növények nagy része felfüggeszti a fotoszintézist).

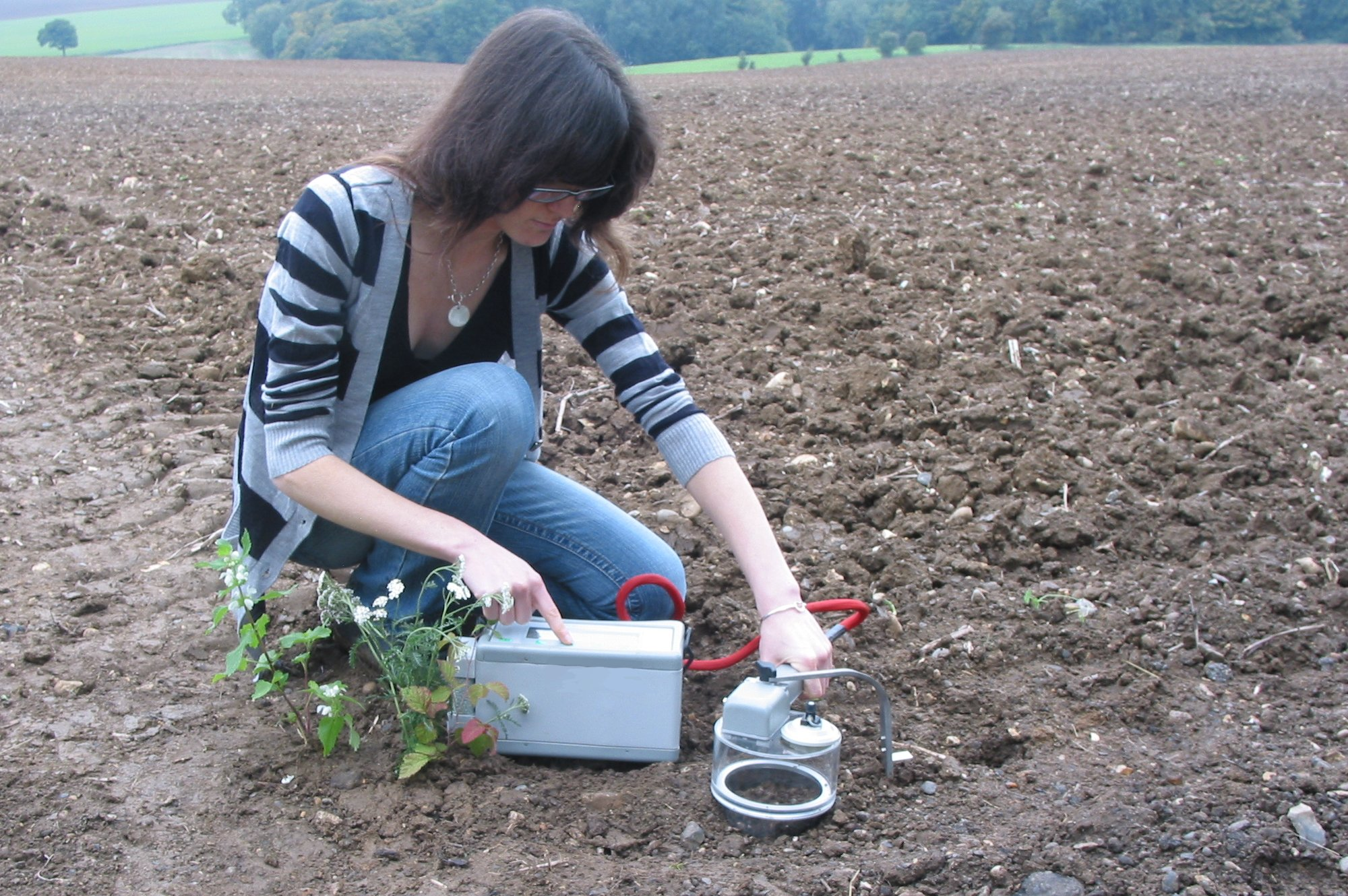
A talaj szén-dioxidkibocsátásának mérése

A szén különféle módokon léphet ki a szárazföldi bioszférából. Leggyorsabb módja a szerves anyag direkt elégetése vagy az élőlények sejtlégzése révén; ilyenkor CO2 formájában a légkörbe távozik. A folyók bemoshatják az óceánokba vagy hosszú időre nyugvó állapotba kerülhet a talajban. A talajban tárolt szén akár több ezer évig is ott maradhat, míg az erózió belemossa a folyókba vagy a talajlégzéssel bekerül az atmoszférába. 1989 és 2008 között a hőmérséklet emelkedése miatt a talajlégzés mértéke évente mintegy 0,1%-kal nőtt. 2008-as becslés szerint a talajlégzés által kibocsátott CO2 nagyjából 98 milliárd tonna volt, háromszor annyi, mint amennyi a fosszilis tüzelőanyagok égetése révén kerül a légkörbe (ez nem a nettó anyagforgalmat jelenti, mert közben hasonló mennyiségű szén kötődik meg a talajban). A jelenség pontos magyarázata nem ismert, de egyik oka lehet hogy a magas hőmérséklet miatt fokozódott a talaj szerves anyagainak bomlása. Feltételezhető hogy a klímaváltozás hatására megváltozik a szén talajban való tartózkodásának ideje is.
| Helyszín                         | Mennyiség (gigatonna) |
| -------------------------------- | --------------------- |
| Atmoszféra                       | 720                   |
| Ócean (összes)                   | 38 400                |
| szervetlen                       | 37 400                |
| szerves                          | 1000                  |
| felszíni réteg                   | 670                   |
| mélyréteg                        | 36 730                |
| Litoszféra                       |                       |
| Üledékes karbonátkőzet           | > 60 000 000          |
| Kerogének                        | 15 000 000            |
| Szárazföldi bioszféra (összes)   | 2000                  |
| Élő biomassza                    | 600 – 1000            |
| Holt biomassza                   | 1200                  |
| Vízi bioszféra                   | 1 – 2                 |
| Fosszilis tüzelőanyagok (összes) | 4130                  |
| Kőszén                           | 3510                  |
| Kőolaj                           | 230                   |
| Földgáz                          | 140                   |
| Egyéb (tőzeg)                    | 250                   |

### Az óceán
Az óceánt ebből a szempontból érdemes felosztani egy felszíni rétegre (amely rendszeresen kapcsolatban áll a légkörrel) és egy mélyrétegre (amely a mintegy száz méternyi keveredési zóna alatt helyezkedik el). Az oldott szervetlen szén a felszíni réteg és a légkör között gyors ütemben cserélődik, fenntartva a kettő közti egyensúlyt. Ennek a rétegnek a szervetlen széntartalma kb. 15%-kal magasabb, de jóval nagyobb térfogata miatt a mélytenger sokkal több szenet foglal magába; itt található a világ legnagyobb aktívan forgatott széntartaléka, amely 50%-szer annyi szenet tartalmaz, mint az egész atmoszféra. A rétegek közötti lassú kicserélődés miatt azonban egy új egyensúlyi állapot beállása több száz évig is eltarthat.
A légkörből az óceánba a szén leginkább a szén-dioxid oldódása révén lép be; ennek egy kis hányada karbonáttá alakul át. Egy másik forrás a folyók által szállított oldott szerves szén. A szervetlen szént az élőlények fotoszintézis útján szerves szénné alakítják át, aminek egy része bennmarad a tengeri táplálékláncban, a többi pedig lesüllyed az üledékbe, ahol halott szövetként fokozatosan lebomlik, vagy a csigaházakba, kagylóhéjakba, algavázakba épülve kalcium-karbonátként kiülepszik. A mélytengeri szén hosszú ideig cirkulálhat míg végül végleg az üledékbe kerül vagy a termohalin körfogás révén visszakerül a felszíni vizekbe. Az óceán összességében enyhén bázikus pH-jú (~pH 8,2), így a CO2-okozta savasodás a semleges felé tolja az egyensúlyt.
A szén-dioxid óceánok általi elnyelése a szénraktározás egyik legfontosabb formája, amely korlátozza az ember által a légkörbe kibocsátott szén hatásait. Azonban az elnyelésnek is megvannak a maga korlátai. A CO2 beoldódásától az óceán savasabbá váli, rontva a tengeri élőlények életkörülményeit. Minél savasabb a víz, annál kevesebb szenet tudnak beépíteni kalcium-karbonát formájában a vázakba és héjakba és ezzel csökken az óceán szén-dioxid elnyelő képessége is.

### Geoszféra

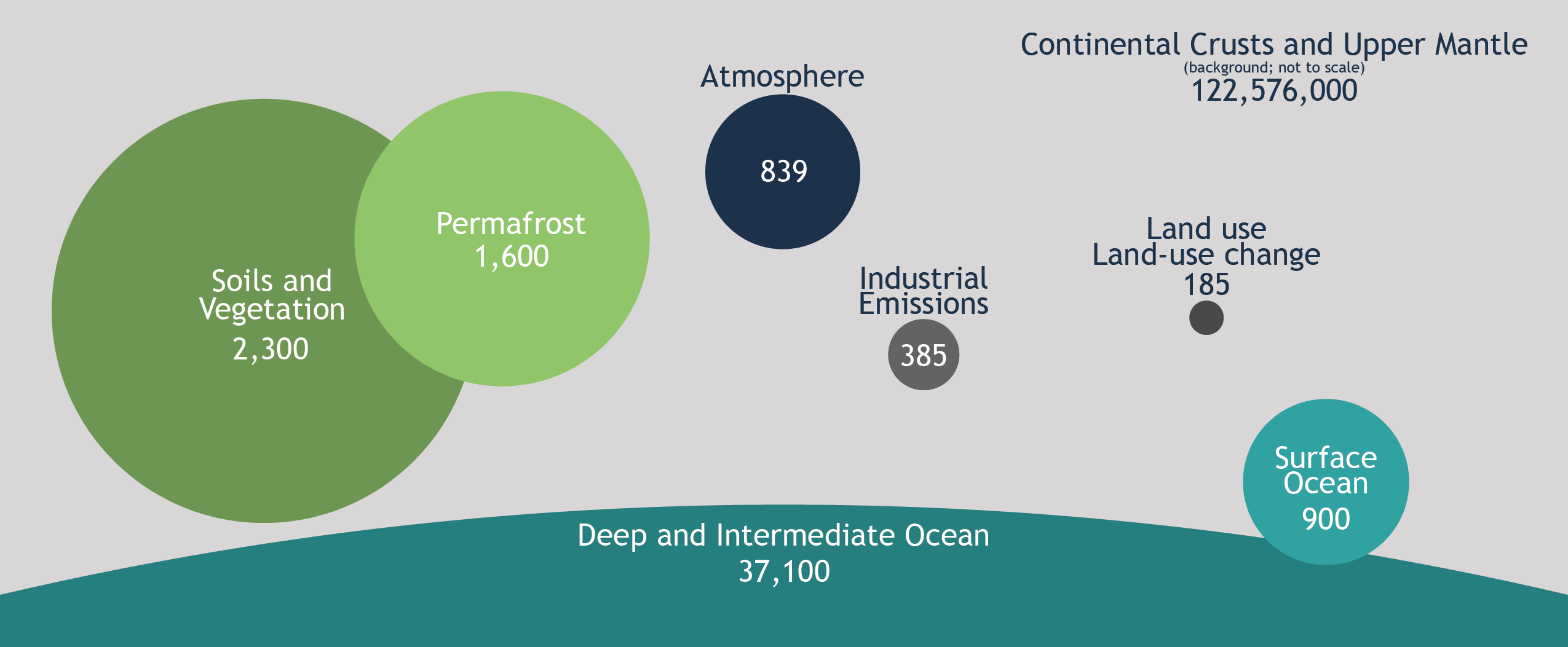
A szénraktározó kapacitások összehasonlítása (gigatonnában)

A szénkörforgás többi részéhez képest a geológiai komponens igen lassan működik. Ennek ellenére ez a légkör széntartalmának egyik fő forrása, így alapvető szerepet játszik a globális éghajlat szabályozásában.
A Föld széntartalmának döntő többségét a litoszféra raktározza. A földköpeny szenének legnagyobb része a bolygó keletkezése óta nem is szabadult ki onnan. Egy másik része a bioszférából került bele üledékként. A biológiai eredetű szén mintegy 80%-át a mészkő és annak származékai rejtik, amelyek a tengeri élőlények kalcium-karbonátból álló mészvázából keletkeznek. A maradék 20%-ot a kerogén alkotja, amely a leülepedő elpusztult élőlények szerves széntartalmából jön létre (ennek egyik formája a kőolaj és a földgáz) a mélyebb kőzetrétegekben uralkodó nagy nyomáson és hőmérsékleten. A geoszférában tárolt szerves szén sok millió éven át ott maradhat.
A szén különféle módokon távozhat a geoszférából. Amikor a karbonátos kőzetek a lemeztektoknika során lesüllyednek a földköpenybe, metamorfózison mennek át és eközben szén-dioxid szabadul fel. Ez a szén-dioxid vulkánok, tektonikus hasadékok és egyéb geológialag aktív helyek révén kerülhet ki az atmoszférába. Ezenkívül az ember közvetlenül is kivonja a kerogéneket (kőolaj, földgáz) a kőzetekből, amiket aztán eléget.

## A szén- és vízkörforgás kapcsolódása

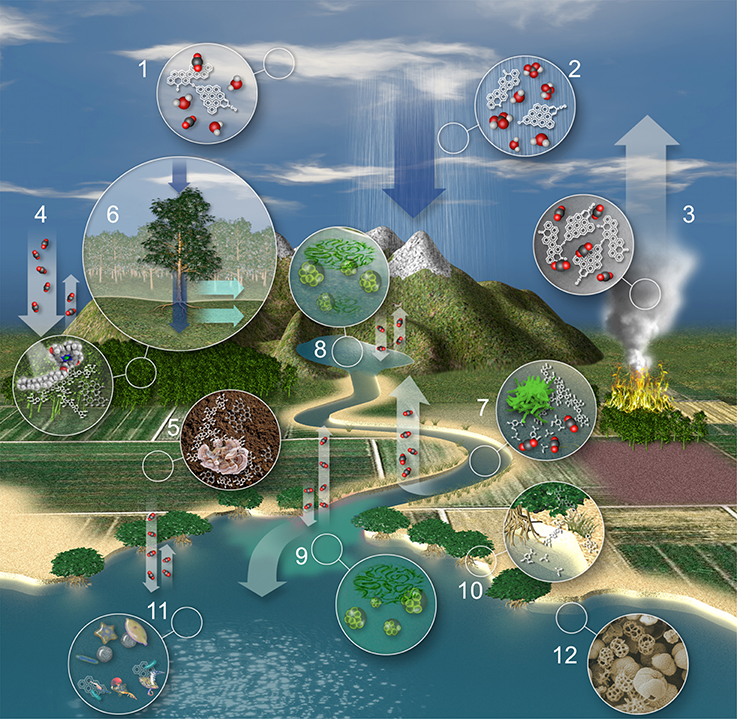
A víz- és szénkörforgás kapcsolódása}}

A víz körforgása során szén is vándorol a különböző rezervoárok között, ezt mutatja be a jobb oldali ábra.
1. A légkörben lévő apró szilárd részecskék kondenzációs magvakként elősegítik a felhőképződést.[33][34]
2. A lehulló esőcseppek összegyűjtik az apró részecskéket és a gőzöket/gázokat, bennük pedig a szerves és szervetlen eredetű szenet is.[35][36]
3. Az égés és a vulkanikus tevékenység során CO2, valamint magas széntartalmú korom és pernye kerül a levegőbe.[37][38]
4. A növények fotoszintézissel megkötik a levegő CO2-ját, ennek azonban egy része sejtlégzésük következtében visszakerül a légkörbe.[39] A lignin és a cellulóz mintegy 80%-át teszi ki az erdő szerves szénkészletének; a réteken ez 60%.[40][41]
5. Az elpusztult növények és növényi részek, gyökerek a talajra kerülnek, ahol a gombák és mikrobák átalakítják a talaj szerves vegyületeivé.[42][43][44]
6. Az eső a levegőben összegyűjtött szénen felül a növényekről is lemossa az oldható szerves és szervetlen szenet[45] és magával viszi azt a talajba és a talajvízbe, ahol biogeokémiai folyamatok révén a szénvegyületek átalakulnak.[46][47] Az átalakult szén visszajuthat a felszínre ha erős esőzések hatására a víz átitatja a talajt.[48][49]
7. A folyókban, patakokban termelődő vagy oda bekerülő szerves szénvegyületek fizikai (fotooxidáció) vagy a mikroorganizmusok biológiai hatására lebomlanak, ezáltal CO2 kerül a levegőbe. Ennek mennyisége ugyanabb a nagyságrendbe tartozik, mint amennyi szenet a szárazföldi bioszféra évente elraktároz.[50][51][52]
8. A folyók, víztározók, árterek nagy mennyiségű szerves szenet raktároznak üledék formájában. A vizükben szintén zajlik a szervas anyagok bontása, de ennek mértéke egy nagyságrenddel kisebb a folyókénál.[52][53] Az oxigénszegény iszapban, üledékben metántermelő baktériumok élnek.[54]
9. A folyótorkolatokban a folyó által szállított tápanyagoknak köszönhetően erős a biológiai tevékenység.[55][56] Ennek ellenére a folyódelták vizei inkább kibocsátják, mint elnyelik a CO2-ot.[57]
10. A tengerparti mocsarak, mangroveerdők tárolják és ki is bocsáthatják a szenet.[58][59][60] A lápok és mocsarak feltehetően globálisan nagyjából ugyanannyi szenet kötnek meg és bocsátanak ki, mint a folyók.[61]
11. A tenger jellemzően elnyeli a légkörből a CO2-ot.[57]
12. A tengeri biológiai pumpa az elnyelt szén egy részét továbbítja az üledékbe, ahol az elraktározódik.[32][62]

## A tengeri biológiai pumpa

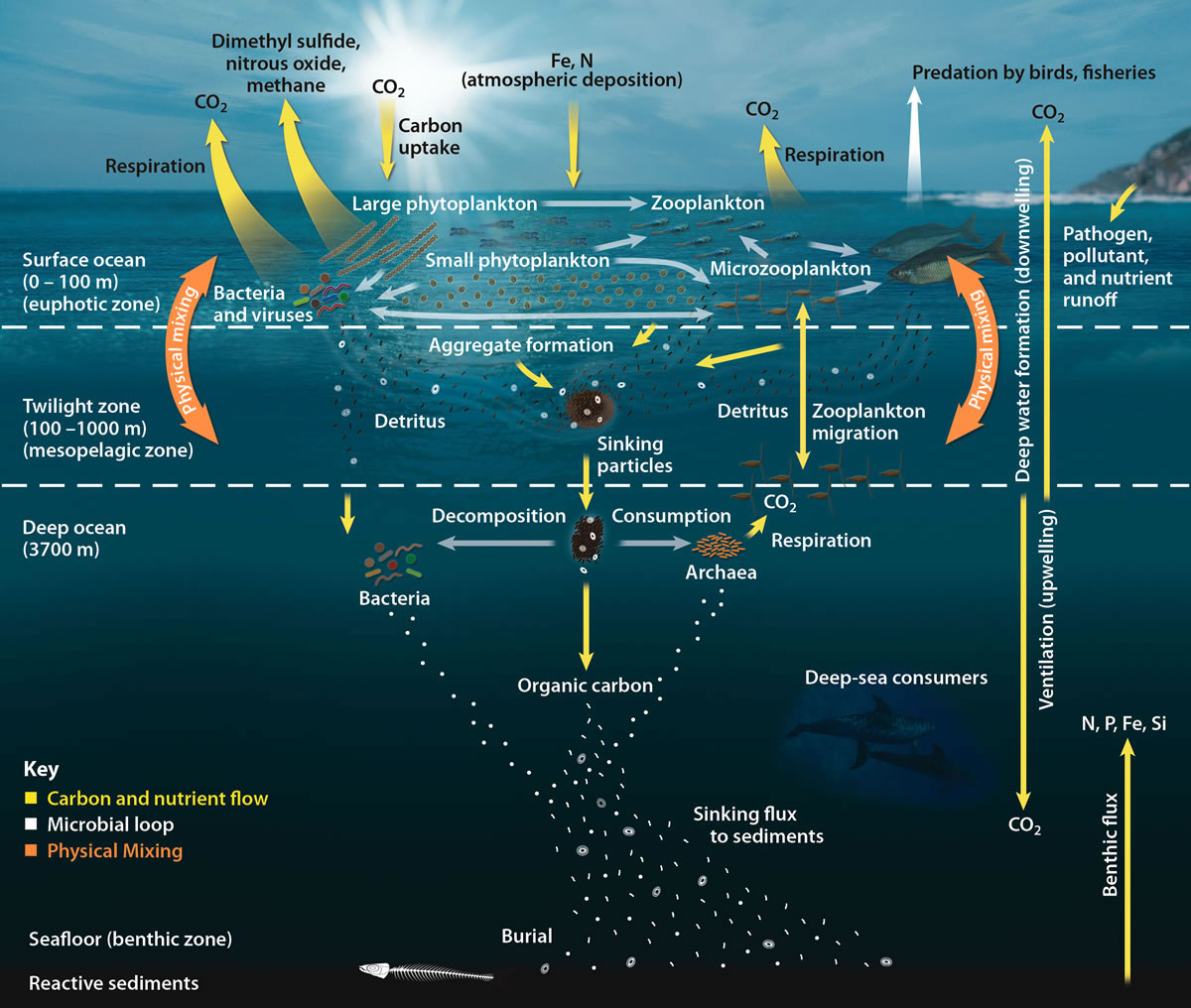
A szén mozgása az óceánban

A tengeri biológiai pumpa az a folyamat, melynek során a légkörből és a folyókból az óceánba érkező szén a tengeri élőlények segítségével gyorsított tempóban kerül a mélytengerbe, illetve az üledékbe. Valójában nem egyetlen folyamatról van szó, hanem számos folyamat eredőjéről, amelyek közül mindegyik befolyásolhatja a biológiai pumpa hatékonyságát. A pumpa évente mintegy 11 milliárd tonna szenet továbbít az óceán mélyére. Nélküle a légkör mai CO2-koncentrációja kb. 400 ppm-mel lenne magasabb.
A szén elsősorban a felszíni rétegekben épül bele a szerves és szervetlen biológiai anyagokba, majd utána lassan lesüllyed az aljzatra. A mélytenger a tápanyagok döntő többségét  felülről kapja, ahová az az ún. "tengeri havazás" formájában érkezik. Ez a "hó" halott mikroszkopikus vagy nagyobb állatokból és növényekből, ürülékből, homokból és egyéb szervetlen anyagokból tevődik össze.
A biológiai pumpa az oldott szervetlen szenet szerves biomasszává alakítja és részecskék vagy oldott anyag formájában a mélytenger felé továbbítja. A folyamat során a fitoplankton magába építi a szén-dioxidot és a szervetlen tápanyagokat, aztán a plankton pusztulásával vagy oldott szerves anyag lesz belőle vagy a növényevő zooplanktonokba kerül. A nagyobb zooplanktonok, pl. az evezőlábú rákok ürüléket bocsátanak ki, amelyet más állatok megesznek vagy nagyobb csomókba aggregálódva gyorsabb ütemben lesüllyed az aljzatig. Az oldott szerves anyagokat vagy a baktériumok használják fel életműködésükhöz vagy lassan lesüllyed a mélybe. A mélytengerben a lesüllyedő szervesanyag-részecskéket vagy oldott anyagokat az ottani élőlények ismét felhasználják, míg végül végleg bele nem kerül az üledékbe.
Egyetlen fitoplankton-sejt naponta nagyjából egy méternyit süllyed. Figyelembe véve a világóceán négy kilométeres átlagmélységét, négy évbe is telhet amíg eléri a tengerfeneket. Ha azonban a fenti folyamatok révén aggregátumokba csomósodik, süllyedése egy nagyságrenddel gyorsabb lehet és napok alatt elérheti az aljzatot.
A mélytengeri vizekben feloldott szenet a termohalin körforgás több ezer év alatt ismét visszaviheti a felszínre. Az üledékbe temetett szén a tektonikai szubdukció folytán lesüllyed a földköpenybe ahol az ún. lassú szénkörforgás során évmilliókig megmarad.

## Gyors és lassú körforgások

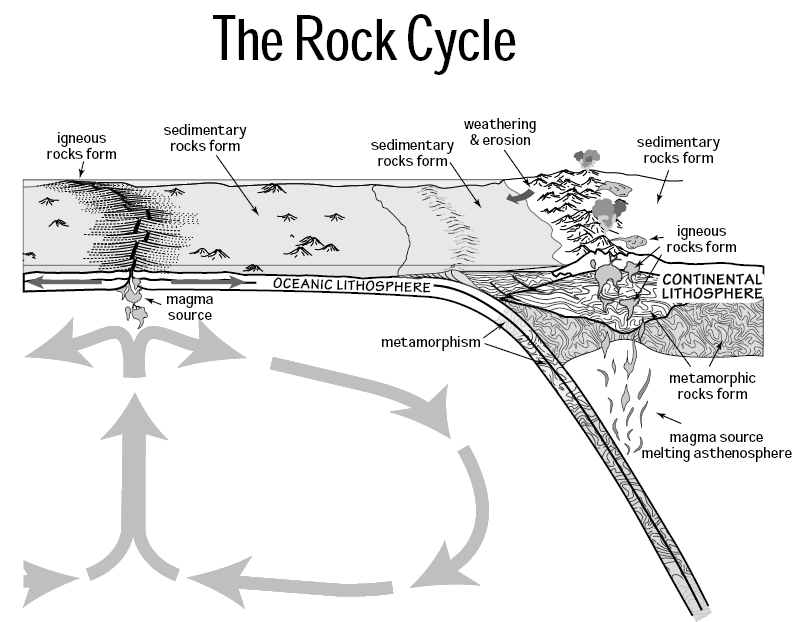
A szén lassú körforgása

Létezik a gyors és a lassú szénciklus. A gyors körforgás a bioszférában, a lassú pedig a litoszférában működik. A gyors vagy biológiai ciklus néhány éves időtartamon belül körbejár, a szén a légkörből a bioszférába kerül, majd vissza. A lassú, vagy geológiai ciklus több millió évig is eltarthat, itt a szén a földkéreg, a kőzetek, a talaj, az óceán és az atmoszféra között mozog.
A gyors szénkörforgás viszonylag rövid időtartamú biogeokémiai folyamatokkal operál, amelyek az élőlények és környezetük között működnek (lásd az ábrát a cikk bevezetőjénél). Ezek által a szén a légkörből a szárazföldi és tengeri ökoszisztémákba, valamint a talajba és a tengeri üledékbe jut. A gyors körforgás része a fotoszintézis éves szintű változása, valamint a növényzet növekedésének és pusztulásnak, lebomlásának évtizedekben mérhető ciklusa. A gyors szénkörforgás és az emberi tevékenység kölcsönhatása azonnali hatást gyakorolhat a klímaváltozásra.
A lassú szénkörforgást közép- és hosszútávú geokémiai folyamatok működtetik, mint a kőzetek átalakulása és a tektonikus mozgások. Az óceán és a légkör közötti széncsere évszázadokig, a kőzetek mállása évmillióig tarthat. Az óceán szene leülepedik a tengerfenékre, ahol üledékes kőzet válik belőle, ami a tektonikus szubdukció folytán lekerül a földköpenybe. A hegységek keletkezésével a szén visszakerül a földfelszínre. A kőzetek mállásával a szén egyrészt az atmoszférába, másrészt a folyók segítségével az óceánba kerül vissza. Valamennyi szén a kalcium hidrotermális kiválasztása során is visszakerülhet az óceánba. A lassú ciklus évente mintegy 10-100 millió tonna szenet mozgat; ebbe beletartozik a vulkánokból CO2 formájában közvetlenül a légkörbe jutó litoszférikus szén is, amely azonban csak alig 1%-a fosszilis tüzelőanyagok égetéséből származó CO2-nak.

## Mély szénciklus

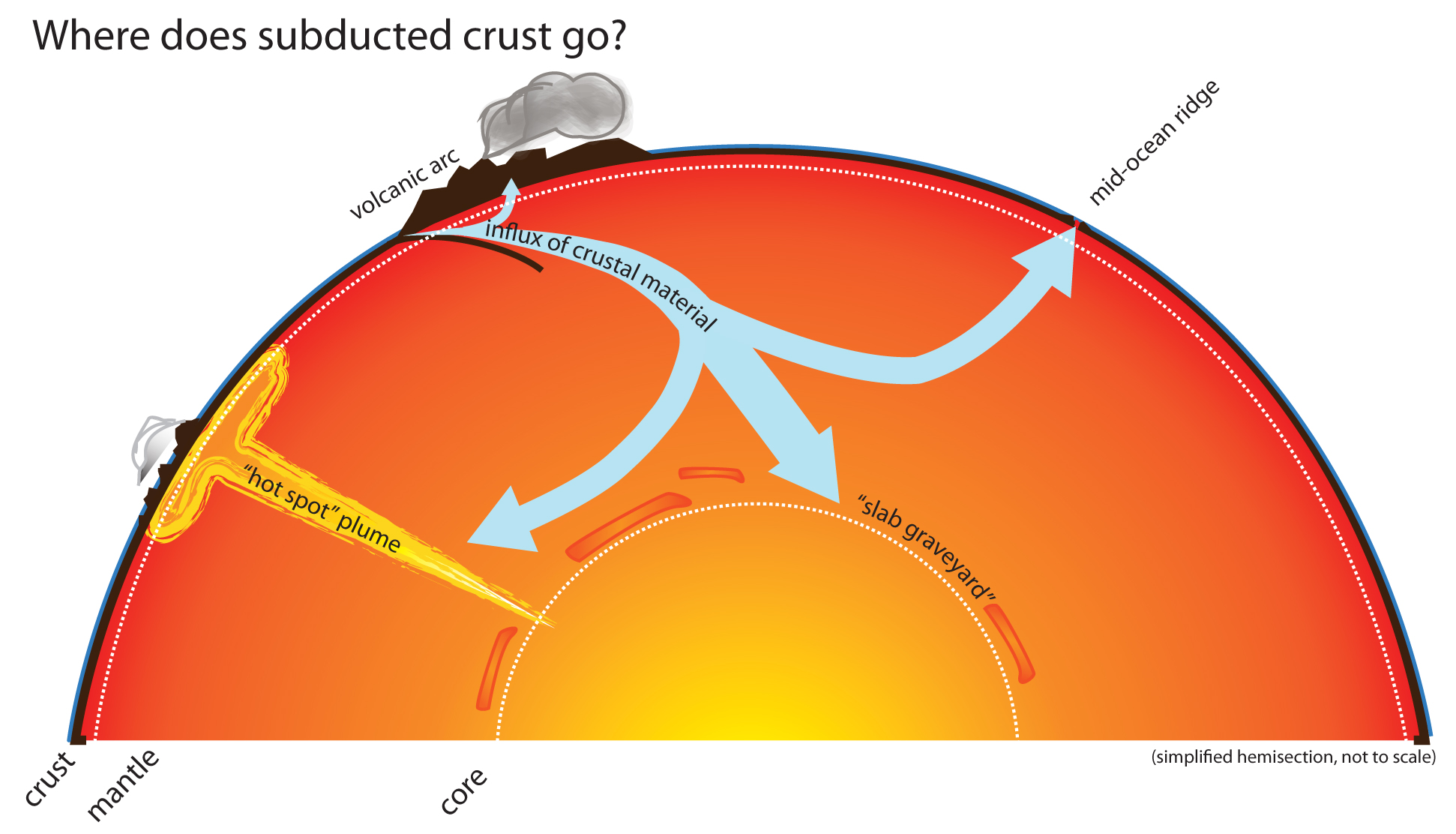
A karbonátokat tartalmazó óceáni kőzetlemezek mozgása a földköpenyben

A mélyszénckilus során a szén a Föld köpenyében és magjában mozog. Bár igen fontos folyamat, részletei közel sem ismertek annyira, mint a légkör, a bioszféra, az óceán vagy a kőzetek folyamatai. A mély szénciklus szorosan kapcsolódik a Föld felszínén és légkörében folyó szénmozgásokhoz. Ha ez a folyamat nem létezne, a szén a légkörben halmozódna fel, idővel extrém magas koncentrációt érve el. Mivel azonban a szén így visszatérhet a Föld belsejébe, a mély ciklus alapvető szerepet játszik az életnek kedvező körülmények fenntartásában.
A folyamat már csak azért is rendkívül fontos, mert hatalmas mennyiségű szenet mozgat a bolygó belsejében. A bazaltmagma összetétele és a vulkánok CO2-kibocsátása alapján úgy becsülik, hogy a földköpeny mintegy ezerszer több szenet tartalmaz, mint a földfelszín. A közvetlen megfigyelés természetesen rendkívüli nehézségekbe ütközik, tekintve, hogy a földköpeny alsó rétege 660–2990 km mélyen, míg a mag 2990–6400 km mélyen helyezkedik el. Ennek megfelelően a szén szerepéről a földmélyi folyamatokban, ottani formáiról igen hiányosan az ismereteink, és azok elsősorban laboratóriumi szimulációkon alapulnak. A szeizmológiai megfigyelések további információkat nyújthatnak arról, hogy milyen mértékben van jelen a szén a Föld magjában.

### Szén a földköpeny alsó rétegeiben

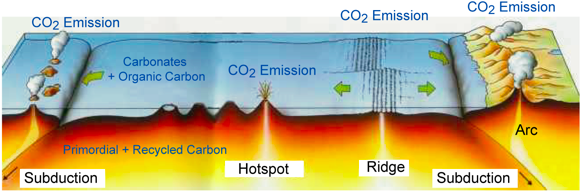
A szén-dioxid távozása a földkéregből

A szén alapvetően a karbonátokban gazdag üledékkel borított óceáni kéreglemezek tektonikus mozgása és szubdukciója révén kerül a földköpenybe. A köpenyen belüli széncirkulációról  – különösen a mélyebb rétegekben – nincs sok közvetlen információnk, de számos vizsgálattal próbálták már bővíteni elképzeléseinket a szén mozgásáról és felvett alakjairól ebben a régióban. Egy 2011-es vizsgálat, amely brazíliai, egészen mélyről származó gyémántokat vizsgált, kimutatta, hogy a szénkörforgás egészen a köpeny alsó rétegéig nyúlik. Eszerint, az óceáni bazaltkéreg egyes darabjai eljuthatnak egészen a köpeny mélyére és az általa szállított karbonátok kölcsönhatásba lépve a szilikátokkal olyan gyémánttá alakulnak, melynek tulajdonságai tükrözik az ott uralkodó hőmérsékleti és nyomásviszonyokat.
Laboratóriumi szimulációs vizsgálatok szerint az alsó köpenybe jutó karbonátok nem csak gyémánttá alakulhatnak, hanem magnezitet, szideritet vagy különböző grafitváltozatokat is alkothatnak. Más kísérletek és kőzettani megfigyelések szerint magas olvadási hőmérséklete miatt feltehetőn a magnezit a legstabilabb karbonátszármazék a köpeny legtöbb régiójában. A karbonátok lefelé haladva fokozatosan redukálódnak és grafittá alakulnak át, a folyamatot pedig magnézium, vas és egyéb fémes elemek pufferolják.
A szén hosszú ideig a földköpeny alsó térségeiben marad, de egy része időnként feltörhet a litoszférába. A szénben gazdag köpenyanyag helyi nyomáscsökkenés során megolvad és oszlopszerűen felemelkedve visszaszállítja a szenet a földkéregbe. Útja során a szén ismét oxidálódik, hogy redox státusza megfeleljen a környező bazalténak és szén-dioxiddá alakul, majd a geológiailag aktív pontokon kiszabadulhat az atmoszférába.

A rengéshullámok sebességéből információt nyerhetünk a rétegek összetételéről

### Szén a földmagban
Egyes feltételezések szerint a Föld magjában is nagy szénraktárak lehetnek. A belső magban mozgó rétegen belüli hullámok sebessége nagyjából a fele annak, mint amennyit egy vasban gazdag fémes közegtől elvárnánk. Mivel jelenlegi tudásunk szerint a mag alapvetően kristályos vas és egy kevés nikkel elegyéből áll, ez a szeizmikus anomália könnyű elemek, többek között szén jelenlétére utal. Gyémántsatuval végzett, a magban uralkodó körülményeket modellező kísérletek szerint a vas-karbid(Fe7C3) felel meg leginkább a megfigyelt hullámsebességnek. Ha a modell helytálló, akkor a mag raktározhatja a Föld összes széntartalmának mintegy 67%-át. Más vizsgálatok is arra utalnak, hogy a belső mag nyomásán és hőmérsékletén a szén feloldódik a vasban és hasonló összetételű (Fe7C3) bár más szerkezetű keveréket alkot.

## Az ember hatása a szénkörforgásra

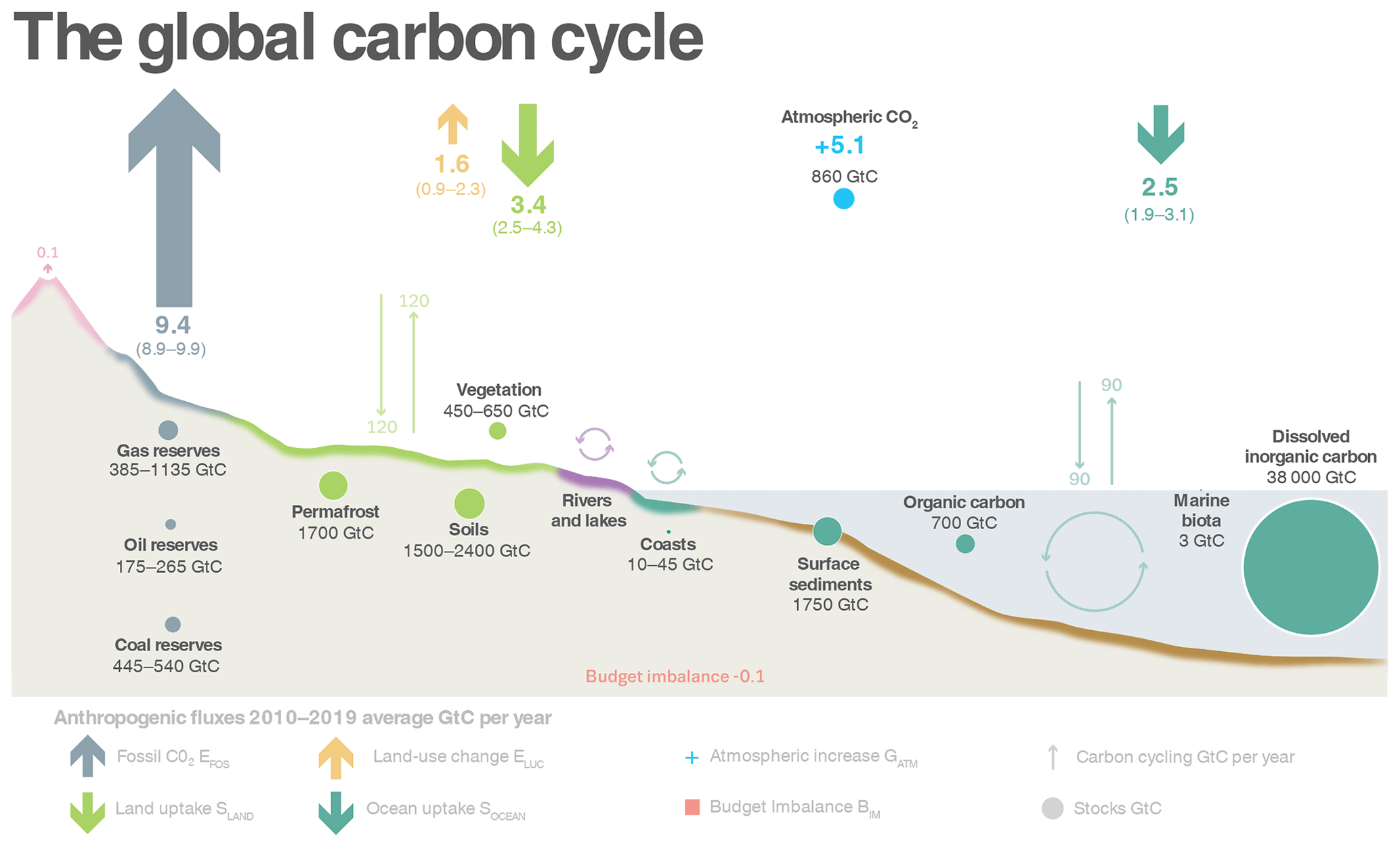
Az emberi tevékenység beavatkozása a természetes szénkörforgásba

Az ipari forradalom elndulása óta, de különösen a második világháborút követően, az ember jelentős módon beleavatkozik a szénkörforgásba azzal, hogy a geoszférából nagy mennyiségű szenet irányít át a légkörbe. Ezenfelül a mezőgazdaság terjedésével és az erdőirtásokkal megváltoztatták a bioszféra működését. Nagy mennyiségű szintetikus anyagot (műanyagot) készített, amelyek több évtizedig vagy akár több évezredig megmaradnak a levegőben, a vízben, az üledékekben.

### A mezőgazdaság
Az emberek a mezőgazdaság feltalálása óta beleavatkoznak a szénkörforgásba a szárazföldi bioszféra vetegációjának eleinte lassú, az utóbbi időkben azonban egyre gyorsuló megváltoztatásával. Az utóbbi évszázadokban a természetes növénytakaró közvetlen vagy közvetett pusztítása révén jelentősen csökkent a biodiverzitás és ezzel párhuzamosan visszaesett az ökoszisztémák szénmegkötő kapacitása, valamint ellenállóképessége a környezeti káros hatásokkal szemben. Sok esetben a sérült ökoszisztémák szenet bocsátanak ki a légkörbe.
A mezőgazdaság terjeszkedése során kiirtják az erdőket, amelyek nagy mennyiségű szenet kötnek meg és a helyüket szántóföldek és városok, falvak veszik át, amelyek  azonban jóval kevesebb szenet tartanak kötött formában. A különbség az atomszférába távozik. Ez a hatás az erdők újratelepítésével megfordítható.

### A növényevő állatok
A növényevő állatok elszaporodása egy ökoszisztémában szintén befolyásolhatja annak szénmérlegét. A nagytermetű állatok a túllegeléssel, taposással, túltrágyázással károsítják mind a növényzetet, mind a talajt. A növények túllegelésével csökken azok szénmegkötő képessége és a növényfajok közötti egyensúly is felborul. A taposott talaj összetömörödik, csökken oxigéntartalma és kevesebb talajbeli élőlényt képes eltartani. A trágyával nagyobb mennyiségű szén jut a légkörbe. Összességében a növényevő állatok túlszaporodásával egy ökoszisztéma nettó szénelnyelőből szénkibocsátóvá válhat. Ilyen hatást többek között a sarkkörön túli erdőkben mutattak ki.

### Fosszilis tüzelőanyagok
Az ember a legnagyobb és leggyorsabban növekvő hatást a szénciklusra a fosszilis tüzelőanyagok (kőszén, kőolaj, földgáz) bányászatával és elégetésével gyakorolja. Ezzel a tevékenységével közvetlenül transzportálja a geoszféra szenét az atmoszférába. Szintén jelentős szén-dioxid kibocsátást jelent a mészkő égetése és cementté való átalakítása.
2020-ig mintegy 450 gigatonnányi szenet bányásztunk ki, ami nem sokkal marad el a Föld valamennyi szárazföldi biomasszájában lekötött széntől. A légkörbe való szénkibocsátás már meghaladja azt a mennyiséget, amennyit az óceán és a növényzet elnyelni képes. Ezek a légköri extra szénnek nagyjából a felét képesek megkötni és ehhez is kb. egy évszázadnyi időre lenne szükségük. Az óceán rövid időn belül túltelítődhet és az ember által kibocsátott szén-dioxidnak egy jelentős (20-35%-a, a használt modelltől függően) hosszú időre, több évszázadra vagy évezredre a légkörben marad.

### Vegyi anyagok
Az ember által gyártott, fosszilis szenet tartalmazó petrolkémiai anyagok előre nem látott jelentős hatással lehetnek a szénkörforgásra. Ennek egyik oka, hogy szándékosan lassan lebomlóknak tervezték őket, így viszont hajlamosak felhalmozódni a bioszférában. Helyük és szerepük a szénforgásban sok esetben még nem teljesen feltárt.

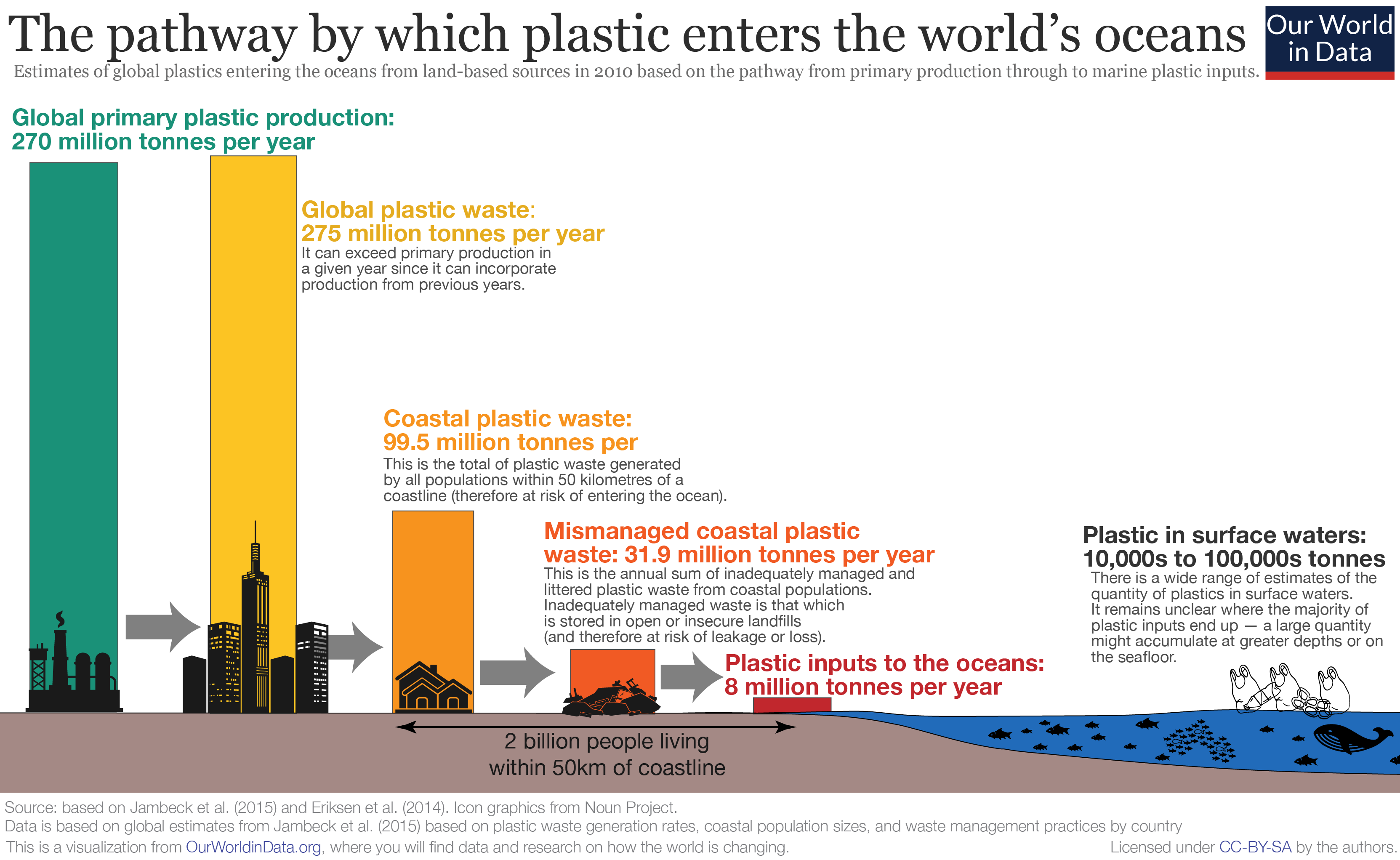
A műanyagok útja az óceánba

#### Műanyagok
Egyedül 2018-ban közel 400 millió tonna műanyagot gyártottak a Földön és ez a mennyiség évi 10%-kal növekedni látszik. 1950 óta több mint 6 gigatonna műanyag készült. A műanyagok lebomlásának első lépcsője a darabokra esésük, ami viszont lehetővé teszi, hogy a szél és a vízáramlatok nagy területen szétterítsék az aptó részecskéket. Az állatok belélegzik vagy lenyelik a mikro- és nanoműanyagokat, amely aztán felhalmozódhat a testükben. A napfény hatására szétbomló műanyagok is szén-dioxidot és más üvegházhatású gázokat bocsátanak ki a levegőbe. Történtek lépések biológiailag lebomló műanyagok elterjesztésére, ezek azonban szintén szén-dioxiddá és metánná bomlanak le. Egy 2019-es vizsgálat szerint a jelenlegi műanyagmennyiség egyelőre nem jelent komoly kockázatot a társadalomra, azonban a jelenlegi trendek alapján a veszély a következő évszázad során jelentőssé válik. Történnek erőfeszítések bioműanyagok előállítására is, amelyek biológiai eredetű anyagokból készülnek és így használatuk nem jár extra szénkibocsátással.

#### Halogénezett szénvegyületek
A halogénezett szénhidrogéneket az iparban elsősorban oldószereként és hűtőközegként alkalmazzák. Bár igen kis mennyiségben vannak jelen a légkörben, a hosszú élettartamú gázok üvegházhatásának mintegy 10%-áért ők felelősek. A klórozott és fluorozott szénhidrogének csökkentik a sztratoszféra ózontartalmát is, ezért ezek használatát nemzetközi szerződésekkel korlátozzák. Helyettük az ózonpajzsot nem károsító hidrofluoroolefineket vezetik be.

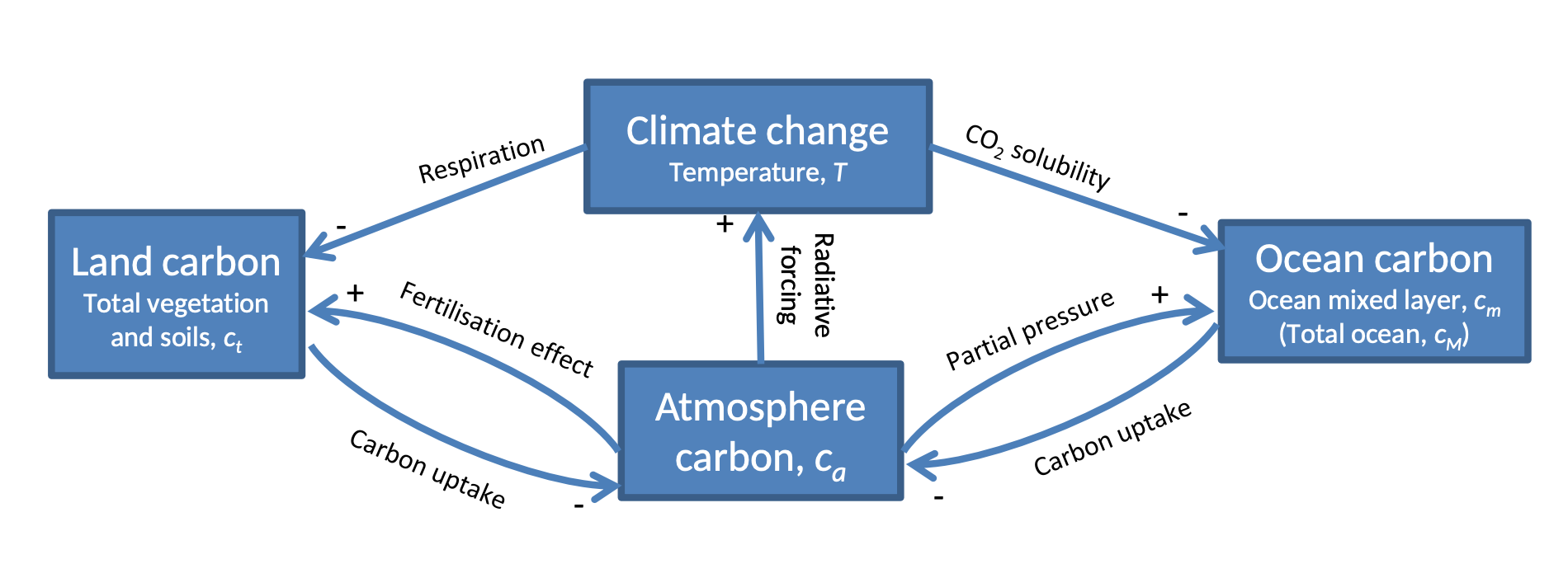
Visszacsatolási mechanizmusok az éghajlatváltozásban

### A klímaváltozás visszacsatolási mechanizmusai
A pozitív visszacsatolási mechanizmusok egyik példája, hogy a magas CO2-koncentráció a légkörben az óceán elsavasodását és felmelegedését vonja maga után. Ez rombolja a tengeri ökoszisztémákat, amely csökkenti azok szénelnyelő kapacitását. Különösen az olyan érzékeny rendszerek, mint a korallzátonyok, szenvednek nagy károkat, pedig a korallok jelentős mennyiségű szenet kötnek meg karbonátok formájában. Fokozódó felmelegedést okozhat az is, ha a sarkvidéki fagyott talajból nagy mennyiségű metán szabadul fel.
A negatív visszacsatolások a fölös szén elnyelésével csökkentik az ember szénkibocsátásásának hatását az éghajlatra. Az óceán és a szárazföldi bioszféra, valamint a kőzetek az antripogén szénemisszió mintegy negyedét nyelik el. A tompító hatások a pufferelő kapacitás telítődésével és a bioszféra pusztulásával a jövőben várhatóan gyengülni fognak és az éghajlat melegedése felgyorsul. A gyengülés mértéke egyelőre bizonytalan, mert a különféle modellek jóslatai nagymértékben különböznek egymástól.

## Fordítás
- Ez a szócikk részben vagy egészben  a   Carbon cycle című angol Wikipédia-szócikk ezen változatának fordításán alapul.  Az eredeti cikk szerkesztőit annak laptörténete sorolja fel. Ez a jelzés csupán a megfogalmazás eredetét és a szerzői jogokat jelzi, nem szolgál a cikkben szereplő információk forrásmegjelöléseként.